# Birtimesrivier
De Birtimesrivier (Birtimesätno), waarschijnlijk een verbastering van Pirttimysrivier, is een rivier, die stroomt in de Zweedse gemeente Kiruna. De rivier krijgt haar water uit het Birtemassáiva en het Pirttimysjärvi, stroomt dan westwaarts en na een paar kilometer ineens zuidwaarts. Haar water draagt ze af aan het Vittangimeer, die het via de Vittangirivier en Torne afstaat aan de Botnische Golf. De rivier is ongeveer 16 kilometer lang.